# 몽파르나스의 연인
몽파르나스의 연인(Les Amants De Montparnasse [Montparnasse 19])은 이탈리아에서 제작된 막스 오퓔스 감독의 1958년 드라마 영화이다. 제라르 필립 등이 주연으로 출연하였다.

## 출연

### 주연
- 제라르 필립
- 릴리 팔머

### 조연
- 제라르 세티
- 리노 벤추라

## 제작진
- 미술: 장 디에보네